# Новоладозький канал
60°08′45″ пн. ш. 32°30′22″ сх. д. / 60.145833333333° пн. ш. 32.506111111111° сх. д.
Новоладозький канал (рос. Новоладожский канал) — безшлюзний водний шлях уздовж південного берега Ладозького озера, що сполучає річки Волхов і Нева. Побудований 1861 — 1866 роки, паралельно обмілілого та занедбаного Староладозького каналу часів Петра I. До Жовтневого перевороту називався іменем імператора Олександра II Визволителя.

## Історія
В 1826 році через сильну посуху судноплавство по Староладозького каналу повністю припинилося і тому були побудовані нові гранітні шлюзи у Шліссельбурзі. У Новій Ладозі встановили парові насоси (продуктивністю 29 тис. м³ на добу), які перекачували воду з Волхова до каналу. У тому ж році були проведені дослідження і складено кілька проектів поглиблення каналу. Але жоден підрядник не брався за виконання робіт. Через це Департамент сухопутних і водних шляхів ухвалив рішення побудувати новий канал своїми силами, але вже без шлюзів.
Будівництво розпочалося 28 травня 1861 року, і 1 вересня 1866 року канал було відкрито для руху суден. Новий канал було названо Новоладозьким, його покладено паралельно старому, ближче до Ладозького озера. Протяжність 111 км, ширина по дну — 26 м, ширина по дзеркалу ~ 37 м, при цьому ширина каналу біля входу в Неву і Волхов збільшується до 100 м, глибина при найнижчому рівні в озері — 1,8 м, при середньому рівні — до 3 м. Кошторисна вартість 4,6 млн руб.
На початок ХХІ сторіччя Новоладозький канал використовується для руху суден малого і середнього водотоннажності і відстою більших судів у міжнавігаційний період.